# Энергетика Липецкой области
Энергетика Липецкой области — сектор экономики региона, обеспечивающий производство, транспортировку и сбыт электрической и тепловой энергии. По состоянию на декабрь 2020 года, на территории Липецкой области эксплуатировались четырнадцать тепловых электростанций общей мощностью 1164,5 МВт. В 2019 году они произвели 5407 млн кВт·ч электроэнергии.

## История
Начало использования электричества на территории современной Липецкой области датируется 1882 годом, когда в здании минеральных ванн курорта Липецких минеральных вод в 28 номерах были установлены электрические звонки. В 1891 году для курорта были приобретены паровая машина и динамо-машина, в 1892 году установлены первые фонари уличного электрического освещения, к 1895 году электрическое освещение было налажено во всех зданиях курорта. Первая городская электростанция была построена в Липецке в 1912 году.
Первая крупная электростанция была введена в эксплуатацию 29 октября 1934 года. Ей стала Липецкая ТЭЦ (ныне ТЭЦ НЛМК), построенная вместе с Новолипецким металлургическим заводом и обеспечивавшая его энергоснабжение. Изначально мощность ТЭЦ составляла 24 МВт, впоследствии станция неоднократно расширялась и модернизировалась. В 1938 году Липецкая ТЭЦ была соединена линией 110 кВ с Воронежской ГРЭС. После начала Великой Отечественной войны, в конце 1941 года оборудование ТЭЦ было эвакуировано в Челябинскую область, и в январе 1944 года было введено в работу на Новолипецкой ТЭЦ в Челябинске, где так и осталось — в ходе послевоенного восстановления для Липецкой ТЭЦ было выделено новое оборудование. Восстановление станции началось в 1945 году, первая очередь мощностью 25 МВт была пущена в 1949 году.
Липецкая область была образована в 1954 году, и на тот момент в регионе, помимо Липецкой ТЭЦ, имелось 107 дизельных электростанций и 27 малых ГЭС. Начался процесс электрификации сельских районов и создания системы централизованного энергоснабжения. В 1959—1969 годах производство электроэнергии в Липецкой области возросло почти в 5 раз и составило 4,38 млрд кВт·ч. В 1955 году была введена в эксплуатацию Елецкая ТЭЦ, в 1961 году — Данковская ТЭЦ. В 1964 году было образовано районное энергетическое управление (РЭУ) «Липецкэнерго». Сплошная электрификация региона была завершена в 1970 году.
В 1975 году было начато строительство крупнейшей электростанции региона — Липецкой ТЭЦ-2, первый турбоагрегат мощностью 135 МВт которой был введён в эксплуатацию в 1978 году. После этого новые энергомощности в Липецкой области появились лишь в 2009 году, в результате строительства на Елецкой ТЭЦ парогазовой установки мощностью 52 Мвт. В 2011 году была введена в эксплуатацию Утилизационная ТЭЦ НЛМК мощностью 150 МВт, в 2015—2016 годах — турбоагрегаты Газотурбинной расширительной станции НЛМК мощностью 40 МВт. Планируется строительство Утилизационной ТЭЦ-2 мощностью 300 МВт с вводом в эксплуатацию в 2023 году.

## Генерация электроэнергии
По состоянию на декабрь 2020 года, на территории Липецкой области эксплуатировались четырнадцать тепловых электростанций общей мощностью 1164,5 МВт. Это Липецкая ТЭЦ-2, Елецкая ТЭЦ, Данковская ТЭЦ, а также электростанции промышленных предприятий (блок-станции) — ТЭЦ НЛМК, Утилизационная ТЭЦ НЛМК, Газотурбинная расширительная станция НЛМК, ТЭЦ ООО «ЛТК Свободный Сокол», а также семь небольших электростанций сахарных заводов и тепличных комплексов.

### Липецкая ТЭЦ-2
Расположена в г. Липецке, один из основных источников теплоснабжения города. Крупнейшая по мощности электростанция региона. По конструкции представляет собой паротурбинную теплоэлектроцентраль, в качестве топлива использует природный газ. Турбоагрегаты введены в эксплуатацию в 1978—1991 годах. Установленная электрическая мощность станции — 515 МВт, тепловая мощность — 1002 Гкал/час. Фактическая выработка электроэнергии в 2019 году — 1018,7 млн кВт·ч. Оборудование станции включает в себя пять турбоагрегатов, два из которых имеют мощность по 80 МВт, два — по 110 МВт и один — 135 МВт, а также шесть котлоагрегатов. Принадлежит ПАО «Квадра».

### Елецкая ТЭЦ
Расположена в г. Ельце, один из основных источников теплоснабжения города. Теплоэлектроцентраль комбинированной конструкции, включает в себя паротурбинную и парогазовую части, а также водогрейную котельную, в качестве топлива использует природный газ. Турбоагрегаты введены в эксплуатацию в 1966—2009 годах, при этом сама станция эксплуатируется с 1955 года. Установленная электрическая мощность станции — 57 МВт, тепловая мощность — 217,6 Гкал/час. Фактическая выработка электроэнергии в 2019 году — 60,5 млн кВт·ч. Оборудование паротурбинной части станции включает в себя один турбоагрегат мощностью 5 МВт, а также 5 котлоагрегатов (один из которых находится на консервации). Парогазовая часть станции включает в себя один энергоблок мощностью 52 МВт, построенный по принципу дубль-блока, включающий в себя две газотурбинные установки мощностью по 20 МВт, два котла-утилизатора и паротурбинную установку мощностью 12 МВт. В водогрейной котельной смонтированы два водогрейных котла. Принадлежит ПАО «Квадра».

### Данковская ТЭЦ
Расположена в г. Данкове, один из источников теплоснабжения города, также обеспечивает энергоснабжение химического завода. По конструкции представляет собой паротурбинную теплоэлектроцентраль, в качестве топлива использует природный газ. Турбоагрегаты введены в эксплуатацию в 1961—1963 годах. Установленная электрическая мощность станции — 9 МВт, тепловая мощность — 152 Гкал/час. Фактическая выработка электроэнергии в 2019 году — 26,4 млн кВт·ч. Оборудование станции включает в себя два турбоагрегата, два из которых имеют мощность по 80 МВт, два — по 110 МВт и один — 135 МВт, а также шесть котлоагрегатов. Принадлежит ПАО «Квадра».

### ТЭЦ НЛМК
Также именуется ТЭЦ-1 НЛМК. Расположена в г. Липецке, обеспечивает энергоснабжение Новолипецкого металлургического комбината, также является одним из источников теплоснабжения города. Крупнейшая по выработке электроэнергии электростанция региона. По конструкции представляет собой паротурбинную теплоэлектроцентраль, в качестве топлива использует природный газ, коксовый и доменный газ. Эксплуатируемые в настоящее время турбоагрегаты введены в эксплуатацию в 1964—2018 годах, при этом сама станция работает с 1934 года, являясь старейшей электростанцией региона. Установленная электрическая мощность станции — 332 МВт, тепловая мощность — 440 Гкал/час. Фактическая выработка электроэнергии в 2019 году — 2749,8 млн кВт·ч. Оборудование станции включает в себя восемь турбоагрегатов, один из которых имеет мощность 12 МВт, два — по 25 МВт, три — по 50 МВт и два — по 60 МВт, а также 13 котлоагрегатов. Принадлежит ПАО «НЛМК».

### Утилизационная ТЭЦ НЛМК
Расположена в г. Липецке, обеспечивает энергоснабжение Новолипецкого металлургического комбината. По конструкции представляет собой паротурбинную теплоэлектроцентраль, в качестве топлива использует доменный газ (в основном), а также природный газ. Введена в эксплуатацию в 2011 году. Установленная электрическая мощность станции — 150 МВт, тепловая мощность — 115 Гкал/час. Фактическая выработка электроэнергии в 2019 году — 1304,6 млн кВт·ч. Оборудование станции включает в себя три турбоагрегата мощностью по 50 МВт и три котлоагрегата. Принадлежит ПАО «НЛМК».

### Газотурбинная расширительная станция НЛМК
Она же Газовая утилизационная бескомпрессорная станция НЛМК. Расположена в г. Липецке, обеспечивает энергоснабжение Новолипецкого металлургического комбината. Электростанция оригинальной конструкции, использующая для выработки электроэнергии избыточное давление доменного газа после двух доменных печей, без его сжигания. Введена в эксплуатацию в 2015—2016 годах. Установленная электрическая мощность станции — 40 МВт, фактическая выработка электроэнергии в 2019 году — 130,5 млн кВт·ч. Оборудование станции включает в себя два турбоагрегата с использованием газовых утилизационных бескомпрессорных турбин мощностью по 20 МВт. Принадлежит ПАО «НЛМК».

### ТЭЦ ООО «ЛТК Свободный Сокол»
Расположена в г. Липецке, обеспечивает энергоснабжение металлургического завода «Свободный Сокол». В качестве топлива использует природный газ. Установленная электрическая мощность станции — 12 МВт, тепловая мощность — 133,7 Гкал/час. В 2019 году выработку электроэнергии не осуществляла.

### МиниТЭЦ «ТК ЛипецкАгро»
Расположена в г. Данкове, обеспечивает энергоснабжение тепличного комплекса. Газопоршневая теплоэлектроцентраль, в качестве топлива использует природный газ. Установленная электрическая мощность станции — 6,704 МВт, фактическая выработка электроэнергии в 2019 году — 19,8 млн кВт·ч. Оборудование станции включает в себя два газопоршневых агрегата.

### Электростанции сахарных заводов
В Липецкой области расположены шесть электростанций общей мощностью 42,77 МВт, обеспечивающих энергоснабжение сахарных заводов:
- ТЭЦ Добринского сахарного завода, фактическая выработка электроэнергии в 2019 году — 75,7 млн кВт·ч;
- ТЭЦ Грязиинского сахарного завода, фактическая выработка электроэнергии в 2019 году — 17,6 млн кВт·ч;
- ТЭЦ Лебедянского сахарного завода, фактическая выработка электроэнергии в 2019 году — 30,1 млн кВт·ч;
- ТЭЦ Боринского сахарного завода, фактическая выработка электроэнергии в 2019 году — 5,9 млн кВт·ч;
- ТЭЦ Хмелинецкого сахарного завода, фактическая выработка электроэнергии в 2019 году — 5,9 млн кВт·ч;
- ТЭЦ сахарного завода в г. Елец, фактическая выработка электроэнергии в 2019 году — 24,7 млн кВт·ч.

## Потребление электроэнергии
Потребление электроэнергии в Липецкой области (с учётом потребления на собственные нужды электростанций и потерь в сетях) в 2019 году составило 12 884 млн кВт·ч, максимум нагрузки — 1925 МВт. Таким образом, Липецкая область является энергодефицитным регионом, дефицит покрывается за счёт перетоков из соседних энергосистем. В структуре потребления электроэнергии в регионе лидирует промышленность — 63 %, потребление населением составляет более 9 %. Крупнейшие потребители электроэнергии (по итогам 2019 года): Новолипецкий металлургический комбинат — 6534 млн кВт·ч, ОАО «РЖД» — 294 млн кВт·ч, особая экономическая зона Липецк — 229 млн кВт·ч. Функции гарантирующего поставщика электроэнергии выполняет ОАО «Липецкая энергосбытовая компания».

## Электросетевой комплекс
Энергосистема Липецкой области входит в ЕЭС России, являясь частью Объединённой энергосистемы Центра, находится в операционной зоне филиала АО «СО ЕЭС» — «Региональное диспетчерское управление энергосистем Липецкой и Тамбовской областей» (Липецкое РДУ). Энергосистема региона связана с энергосистемами Рязанской области по двум ВЛ 500 кВ, Тамбовской области по одной ВЛ 500 кВ, трём ВЛ 220 кВ и одной ВЛ 110 кВ, Воронежской области по трём ВЛ 500 кВ и двум ВЛ 220 кВ, Брянской области по одной ВЛ 500 кВ, Орловской области по двум ВЛ 220 кВ, Курской области по одной ВЛ 110 кВ, Волгоградской области по двум ВЛ 500 кВ.
Общая протяженность линий электропередачи напряжением 35—500 кВ составляет 6753 км, в том числе линий электропередачи напряжением 500 кВ — 532,3 км, 220 кВ — 1173,2 км, 110 кВ — 2416,4 км, 35 кВ — 2631,1 км. Магистральные линии электропередачи напряжением 220—500 кВ эксплуатируются филиалом ПАО «ФСК ЕЭС» — «Верхне-Донское ПМЭС», распределительные сети напряжением 110 кВ и ниже — филиалом ПАО «Россети Центр» — «Липецкэнерго» (в основном) и территориальными сетевыми организациями.

## Теплоснабжение
Теплоснабжение в Липецкой области производится 1755 источниками тепла общей мощностью 7387 Гкал/ч. Общая протяжённость тепловых сетей в регионе составляет 2305 км (в двухтрубном исчислении). Около 85 % тепловой энергии отпускается источниками централизованного энергоснабжения, принадлежащими ПАО «Квадра» — Липецкой ТЭЦ-2, Елецкой ТЭЦ, Данковской ТЭЦ, а также расположенными в Липецке Юго-Западной, Северо-Западной и Привокзальной котельными.